# Holtville
Holtville, anciennement Holton, est une ville du comté d'Imperial en Californie, aux États-Unis.

## Démographie
| 1910 | 1920  | 1930  | 1940  | 1950  | 1960  |
| ---- | ----- | ----- | ----- | ----- | ----- |
| 729  | 1 347 | 1 758 | 1 772 | 2 472 | 3 080 |

| 1970  | 1980  | 1990  | 2000  | 2010  | - |
| ----- | ----- | ----- | ----- | ----- | - |
| 3 496 | 4 399 | 4 820 | 5 612 | 5 939 | - |